# Yves Rossy
Yves Rossy (* 27. srpna 1959, Neuchâtel) je švýcarský pilot, vynálezce a letecký nadšenec. Stal se prvním člověkem, který přeletěl pomocí tryskového pohonu a s pevným křídlem na zádech kanál La Manche. Podle toho způsobu létání přezdíván Airman, Jetman, Rocketman a nebo Fusionman.

## Profesní kvalifikace

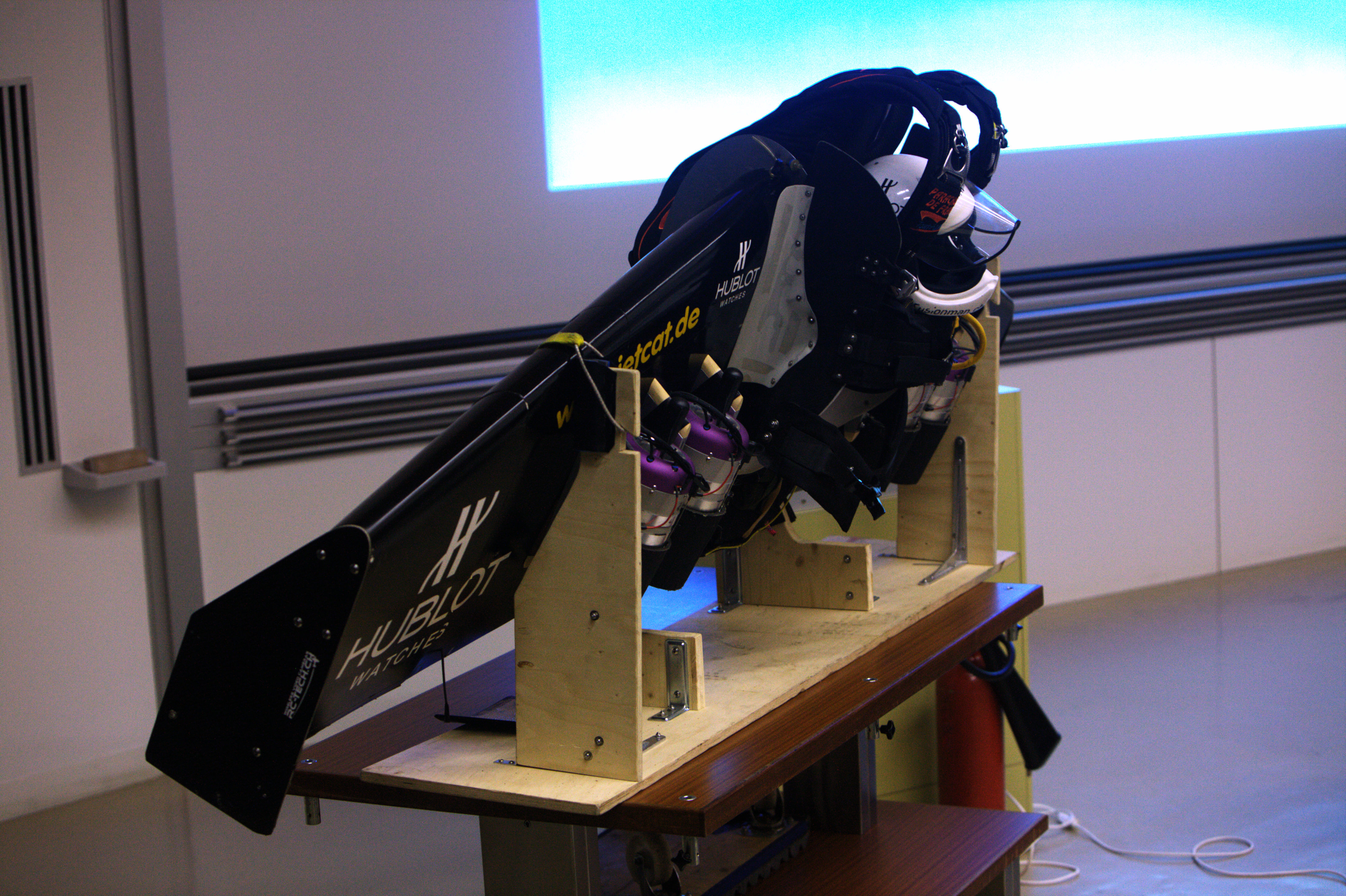
Rossyho „DIY Jetwing“
celkový pohled

Yves Rossy dříve sloužil jako vojenský stíhací pilot ve švýcarském letectvu, létal s Dassault Mirage III, Northrop F-5 Tiger II a Hawker Hunter. Jako civilní pilot létá s Boeingem 747 u Swissair a od roku 2008 létá u Swiss International Air Lines.

## Idea
Účel a záměr konání v konstrukci létajícího prostředku vyjádřil Yves Rossi takto:
Cílem není překonávat dlouhé vzdálenosti. To, co opravdu chci, je vytvořit ve vzduchu ekvivalent motocyklu nebo jet-ski, zábavný prostředek pro zkoumání třetí dimenze.
Yves Rossi 

## Vývoj a létání

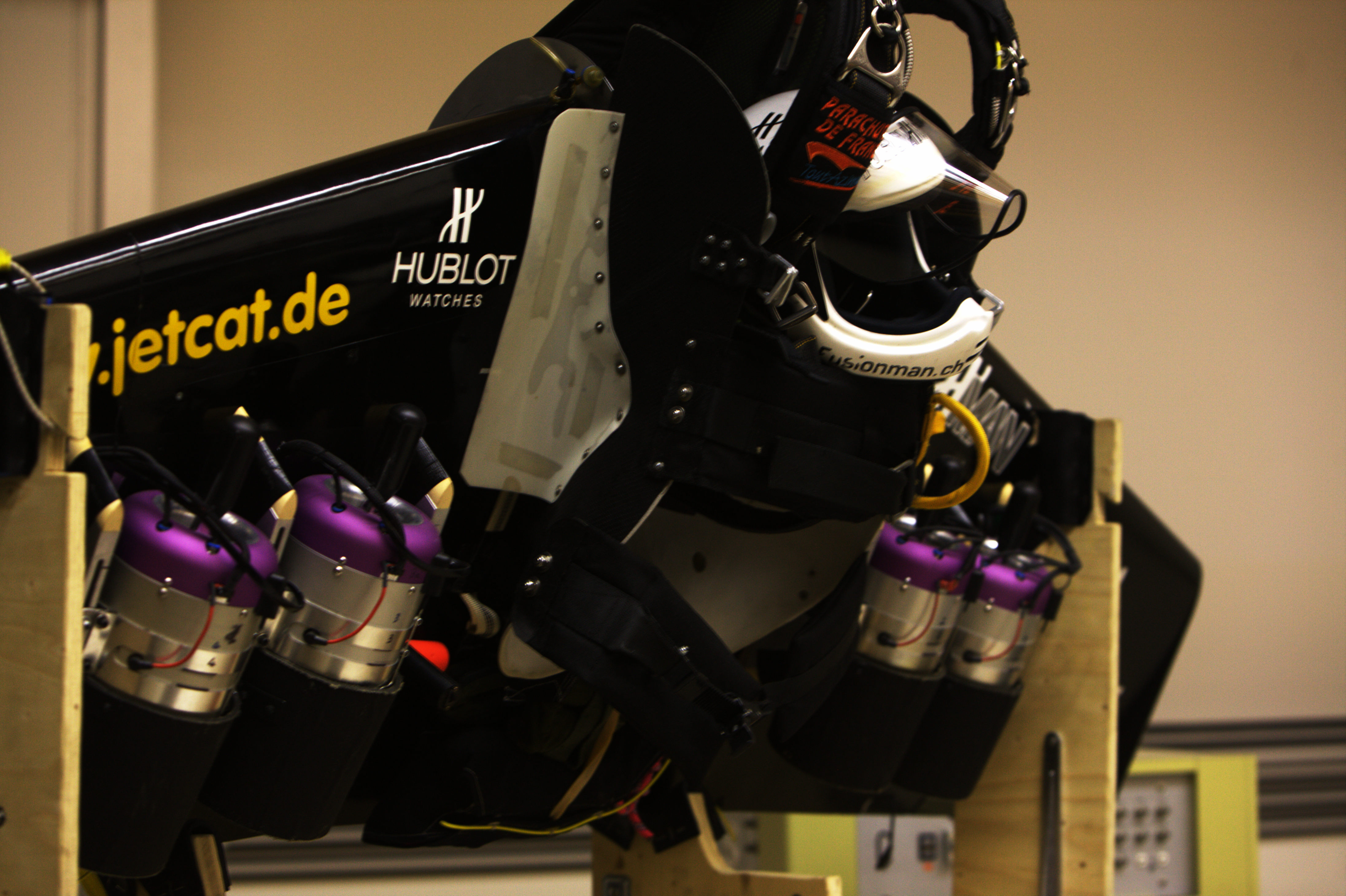
Rossyho „DIY Jetwing“
detail tělového korpusu, přilby a podvěšených motorů

### 2002
První testy v aerodynamickém tunelu provedl Rossy již v roce 2002. Testy uskutečnil v Kyjevě, v závodě na výrobu letadel Suchoj. Zde došel k závěru, že pro jeho konstrukci a účel létání nejsou vhodná nafukovací křídla ale křídla pevná, skládací. Další testy již neprováděl a spolehl se na svůj instinkt, protože provádění testů v aerodynamickém tunelu nese s sebou vysoké finanční náklady; 2 dny představují náklady ve výši 92 000 USD.

### 2003
S testováním motorů pro „Jetpack“ se začalo v březnu 2003 na ledovci Allalin v Saas Fee, posléze i na palubě letadla. Proudové motory Jet-Cat P200 dodala německá společnost a byly původně určeny pro pohon nafukovacích křídel.

### 2004
Rossy vyvinul a sestrojil konstrukci pro létání tzv. „Jetpack“, označený jako „DIY Jetwing“ skládající se ze zádové konstrukce z uhlíkových vláken s křídlem o rozpětí kolem 2,4 m (7,9 ft) a poháněné čtyřmi podvěšenými proudovými motory Jet-Cat P200, které konstrukčně vycházejí ze skutečných předloh. Pohonnou látkou pro motory je kerosin (letecký benzín), stejně jako pro normální letecké motory. První konstrukce nebyla úspěšná, byla neovladatelná a zkoušky skončily zničením stroje.

### 2005
Nezdar zničení prvního stroje Rossyho neodradil a pokračoval ve svém vývoji a zlepšení konstrukce, které se hlavně týkalo aerodynamiky a celkové konstrukce křídla v propojení s dalšími systémy. V tomto roce uskutečnil dva úspěšné lety, kdy byl „Jetpack“ poháněn jen dvěma motory. Při dalších zkouškách se však „Jetpack“ nekontrolovatelně rozkmital a Rossy byl nucen se odpojit od křídla a nechat jej dopadnout na zem. Tato nehoda jej přiměla k přidání dalších dvou motorů pro zvýšení tahu a jeho několikaletá práce doznala úspěchu.

### 2006
První let uskutečnil Rossy v listopadu 2006 v Bexu a trval 5 minut a 40 sekund, s  přistáním padákem pak 6 minut a 9 sekund. Zde také Rossy přelétl doposud nejblíže k divákům, ve vzdálenosti 100 m. Ti se nacházeli na vrcholu Croix de Javerne (2 000 m n. m.) v kantonu Vaud. V ostatních případech je bezpečná vzdálenost minimálně 800 metrů nad terénem.

### 2007
Rossy stále pracoval na vylepšení a zdokonalování svého stroje. V tomto roce však došlo k další nehodě, kdy musel provést „odhoz“ prototypu, který byl dopadem na zem vážně poškozen. Jeho opravou se Rossy zabýval několik měsíců a na konec se rozhodl ke stavbě nového, vylepšeného a spolehlivějšího kusu.

### 2008
14. května 2008 předvedl Rossy svůj oficiální 5minutový let nad Chablais a s použitím padáku přistál opět v Bexu. Rossy pro svůj letový projekt získal podporu Jean-Claude Bivera, šéfa hodinářské společnosti Hublot.
26. září 2008, úspěšně přeletěl přes kanál La Manche za 9 minut a 7 sekund a při letu dosáhl rychlosti 299 km/h (186 mil/h). Později, v roce 2008, přeletěl nad Alpami průměrnou rychlostí 199 km/h (124 mil/h) a při sestupním letu dosáhl maximální rychlosti 304 km/h (189 mil/h).
Během zimy 2008/2009 postavil dva nové prototypy „Jetpacku“ z toho důvodu, že předchozí typ nebyl dostatečně stabilní. Nové prototypy testoval v první polovině roku 2009 na volný pád ve Španělsku v Empuriabravě u Figueras. Toto místo vybral z důvodu malého rizika dopadu na silnici nebo stavbu v případě, kdy by musel nouzově „Jetpack“ odhodit. Testy byly úspěšné.

### 2009
V listopadu 2009 se pokusil o přelet Gibraltarského průlivu, kde chtěl uskutečnit první mezikontinentální let. Pokus byl zahájen výskokem z malého letadla ve výšce 1950–2000 m nad Tangerem v Maroku v 15:05 hodin. Cílem přeletu měla být Atlanterra ve Španělské Andalusii. Předpokládalo se, že let bude trvat přibližně 15 minut, ale kvůli silnému větru a husté oblačnosti přistál Rossy v moři, asi 3 kilometry od španělského pobřeží. Rossi chtěl původně oblačnost nadletět, ale k tomuto neměl dostatečnou rychlost, kterou ztratil v oblačných turbulencích. Pokusil se tedy střemhlavým letem získat opět potřebnou rychlost, zvýšit vztlak na křídle a tím získat zpět jeho stabilitu. Dostal se však ložiska oblačnosti a tím jeho let skončil. Během střemhlavého letu rychlostí 300 km/h si uvědomil, že tady již končí legrace, odpoutal se od křídla a ve výšce 850 m otevřel padák. Nouzově přistál v moři, odkud byl po deseti minutách vyzvednut vrtulníkem. Letecky byl přepraven do nemocnice v Jerez de la Frontera, kde byl posléze shledán jako nezraněn a propuštěn. Španělská pobřežní hlídka později vylovila i jeho „Jetpack“. Úspěšnost záchrany byla podpořena i radiomajákem a reflexním padákem.

### 2010
5. listopadu 2010 předvedl novou verzi svého tryskového „Jetpacku“ a úspěšně provedl dva lopingy před přistáním pomocí padáku. Let byl zahájen skokem z horkovzdušného balónu, který pilotoval Brian Jones, z výšky 2400 m (7900 stop) a let trval celkem 18 minut před přistáním. Tuto akrobacii předvedl Rossy nad Ženevským jezerem ve výšce 2 400 metrů. Rozpětí křídel upravené konstrukce bylo sníženo na 2 metry, hmotnost „Jetpacku“ byla 55 kg. Uváděná hmotnost je hmotností konstrukce, k tomu náleží ještě dvě 13litrové nádrže na palivo a kouřové zásobníky. Celková provozní hmotnost, i s hmotností pilota, je 145 kg.

### 2011
Na přelet Grand Canyonu ve Spojených státech amerických se Rossy chystal několik let, ale první realizace přeletu byla odložena. Důvodem odložení byl nedostatek potřebného času pro přípravu, což by v případě neúspěchu před televizními štáby nebyla dobrá reklama. Rozhodnutí o odložení přeletu ovlivnil i letecký úřad USA (Federal Aviation Administration), který vydal povolení těsně před plánovaným dnem letu. Rossy plánoval seskok z vrtulníku nad rezervací Hualapa, poblíž Eagle Pointu, a pak letět západním směrem nad kaňonem.
Přelet nad Grand Canyonem v Arizoně se nakonec konal 7. května 2011. Let byl zahájen seskokem z vrtulníku ve výšce 2400 metrů a Rossy dosáhl ve fázi klesání rychlosti až 300 km/h a poté přeletěl nad kaňonem, nad jeho hranou, ve výšce 60 metrů. Doba letu byla 8 minut a let byl zakončen přistáním za pomoci padáku na dno kaňonu. Zdržení mimo jiné zapříčinily i úřady, když klasifikovaly jeho konstrukci „Jetpack“ jako malé letadlo, pro které jsou předepsány letové zkoušky. Ale i tak mu bylo uděleno povolení k letu.
Při žádosti o povolení k letu došlo k administrativní chybě. I když byla žádost podána 28. dubna, byla směřována k úřadům rezervace Hualapa místo k leteckému úřadu. Federální letecký úřad měl navíc při pozdějším rozhodování o povolení potíže se správnou kategorizací tohoto typu leteckého prostředku.
27. listopadu 2011 učinil Rossy (zatím) poslední přelet nad Alpami. Tentokrát jej při letu v jednu chvíli doprovázela dvě proudová letadla L-39C Albatros.

### Ostatní
Vývoj konstrukce ani přistávacího padáku není ukončen, Rossy vyvíjí padák, který by umožnil bezpeční přistání i při otevření ve výšce 200 metrů místo současných 800 metrů.
Rossy se se svým „Jetpackem“ ukázal i ve filmu Stan Lee's Superhumans.